# Sardela europejska
Sardela europejska, chamsa, sardela (Engraulis encrasicolus) – gatunek morskiej ryby z rodziny sardelowatych (Engraulidae).

## Występowanie
Wody pelagialne wschodniego Atlantyku, od Norwegii do południowych krańców Afryki. Z racji swego upodobania do ciepłej wody (ok. 12–18 °C) jest rzadko spotykana w Bałtyku. Najczęściej pojawia się w basenach mórz Śródziemnego, Czarnego, Oceanu Atlantyckiego (wybrzeża Maroka, Hiszpanii i Portugalii).

## Morfologia
Niewielka, dość oścista ryba osiągającą długość około 15 cm, czasem do 20 cm.
Bardzo wydłużone i bocznie ścieśnione ciało, niepiłkowana krawędź brzucha. Otwór gębowy w położeniu dolnym, bardzo szeroki, sięgający tylnej krawędzi oka. Górna szczęka – długa i spiczasta. Brak powiek tłuszczowych na oku i linii bocznej. Płetwa grzbietowa z 15–18 miękkimi promieniami, zaczyna się pośrodku odległości pomiędzy końcem pyska a nasadą płetwy ogonowej. W płetwie odbytowej 20–26 promieni miękkich. Nasada płetw brzusznych wysunięta przed płetwę grzbietową. Na nasadzie trzonu ogonowego dwie duże łuski. Grzbiet zielony lub zielononiebieski, boki i strona brzuszna jasnosrebrzysta. Wzdłuż boków biegnie długa, szaroniebieska, srebrzyście lśniąca wstęga zanikająca z wiekiem ryby.

## Tryb życia
Stadna ryba strefy otwartej wody, ciągnąca latem w pobliże wybrzeży, skąd okresowo wchodzi również do wód słonawych. W Atlantyku podejmuje późną wiosną wędrówkę pokarmową na północ, w kierunku wybrzeży, powracając jesienią na południe, gdzie zimuje prawdopodobnie w głębszych warstwach wody.
Dojrzałość płciową uzyskuje w wieku 2 lat przy długości 9–12 cm. Tarło, zależnie od zamieszkiwanego rejonu, odbywa się w różnych porach: od czerwca do września (Morze Śródziemne), od maja do sierpnia (Morze Czarne). Owalna, swobodnie unosząca się w wodzie ikra składana jest porcjami w czasie długo ciągnącego się tarła. Maksymalna liczba składanych przez samicę jaj wynosi 20 000 sztuk. Po 2–4 dniach od złożenia wylęgają się larwy długości ok. 3 mm.

## Znaczenie gospodarcze
Gatunek o dużym znaczeniu gospodarczym. Przetwory z sardeli europejskiej określane są francuską nazwą anchois (wym. pol. ãszuạ).